# Viacheslav Olinyk
Viacheslav Mykolayovych Olinyk –en ucraniano, Вячеслав Миколайович Олійник– (Mariúpol, 27 de abril de 1966) es un deportista ucraniano que compitió en lucha grecorromana.
Participó en dos Juegos Olímpicos de Verano, obteniendo la medalla de oro en Atlanta 1996, en la categoría de 90 kg, y el 14.º lugar en Sídney 2000.
Ganó dos medallas en el Campeonato Mundial de Lucha, plata en 1994 y bronce en 1990, y tres medallas en el Campeonato Europeo de Lucha entre los años 1994 y 1996.

## Palmarés internacional
| Juegos Olímpicos   | Juegos Olímpicos         | Juegos Olímpicos  | Juegos Olímpicos |
| Año                | Lugar                    | Medalla           | Categoría        |
| ------------------ | ------------------------ | ----------------- | ---------------- |
| 1996               | Atlanta (Estados Unidos) | Medalla de oro    | 90 kg            |
| Campeonato Mundial |                          |                   |                  |
| Año                | Lugar                    | Medalla           | Categoría        |
| 1990               | Ostia (Italia)           | Medalla de bronce | 90 kg            |
| 1994               | Tampere (Finlandia)      | Medalla de plata  | 90 kg            |
| Campeonato Europeo |                          |                   |                  |
| Año                | Lugar                    | Medalla           | Categoría        |
| 1994               | Atenas (Grecia)          | Medalla de oro    | 90 kg            |
| 1995               | Besanzón (Francia)       | Medalla de bronce | 90 kg            |
| 1996               | Budapest (Hungría)       | Medalla de bronce | 90 kg            |